# WEST.
WEST.(웨스트.)는 일본의 남성 아이돌 그룹이다. 소속 사무소는 STARTO ENTERTAINMENT. 소속 레코드 회사는 ELOV-Label.

## 멤버
| 이름                         | 프로필                                |
| ---------------------------- | ------------------------------------- |
| 나카마 준타 (中間淳太)       | 1987년 10월 21일(37세), 효고현 출신   |
| 하마다 타카히로 (濱田崇裕)   | 1988년 12월 19일(36세), 효고 현 출신  |
| 키리야마 아키토 (桐山照史)   | 1989년 8월 31일(35세), 오사카부 출신  |
| 시게오카 다이키 (重岡大毅)   | 1992년 8월 26일(32세), 오사카 부 출신 |
| 카미야마 토모히로 (神山智洋) | 1993년 7월 1일(31세), 효고 현 출신    |
| 후지이 류세이 (藤井流星)     | 1993년 8월 18일(31세), 오사카 부 출신 |
| 코타키 노조무 (小瀧望)       | 1996년 7월 30일(28세), 오사카 부 출신 |

## 개요
2013년 12월 31일부터 2014년 1월 1일에 걸쳐 도쿄 돔에서 행해진 《쟈니즈 카운트다운 라이브》에서, 그룹명을 손으로 쓴 종이를 들고 결성과 CD 데뷔를 발표했다. 쟈니즈 사무소 사장·쟈니 키타가와로부터의 양해를 멤버가 얻어, 카운트다운 라이브 출연 30분 전에 급하게 결정한 발표였다. 당초는 그룹명을 〈쟈니즈WEST4〉였지만, 그 후 〈어조가 나쁘다〉라는 이유로 〈쟈니즈WEST〉로 변경되었다.
칸사이 쟈니즈 Jr. 출신자로 결성된 그룹의 데뷔는 칸쟈니∞ 이래 10년 만이다. 또 〈쟈니즈〉를 포함하는 그룹명은 초대 쟈니즈 이래로, 멤버로부터의 강한 요망을 받아 쟈니 키타가와가 정했다.
2014년 2월 5일부터 28일까지 첫 주연 무대 《나니와 사무라이 도쿄 대면!!》을 닛세이 극장에서 개최(후에 발표된 정식 명칭은 《나니와 사무라이 헬로 도쿄!!》). 이 무대의 첫날인 2월 5일, 총연습 회견에서, 하마다 타카히로·카미야마 토모히로·후지이 류세이의 3명이 새로운 멤버로서 더해져, 7인조로 활동해가는 것을 발표. 당초 멤버 4명이 쟈니 키타가와를 설득해, 3명의 가입을 실현했다는 것도 밝혔다. 그 후의 공연 본방에서는, 그룹이 4명에서 7명으로 발전하는 스토리를 관객에게 피로했다.
이 무대에서 피로하는 10 ~ 13곡 중에서 팬 투표로 데뷔곡을 정해, 4월에 데뷔 싱글을 발매할 예정이다. 그 후, 〈좋지 않은가〉가 데뷔곡으로 결정되었고, 4월 23일에 발매하게 되었다.
2023년 10월 18일, 그룹명을 쟈니즈WEST에서 WEST.로 개명한다고 유튜브 채널에서 발표했다.

## 음반 목록

### 싱글
| # | 발매일          | 타이틀                                                                   | 주간 최고 순위 | 비고 |
| - | --------------- | ------------------------------------------------------------------------ | -------------- | ---- |
| 1 | 2014년 4월 23일 | ええじゃないか 좋지 않은가                                               | 1위            |      |
| 2 | 2014년 10월 8일 | ジパング・おおきに大作戦/夢を抱きしめて 지팡구·오오키니 대작전/꿈을 안고 | 2위            |      |
| 3 | 2015년 2월 4일  | ズンドコ パラダイス 즌도코 파라다이스                                    | 1위            |      |
| 4 | 2015년 7월 29일 | バリ ハピ 베리 해피                                                      | 1위            |      |
| 5 | 2016년 4월 20일 | 逆転Winner 역전Winner                                                    | 1위            |      |
| 6 | 2016년 7월 27일 | 人生は素晴らしい 인생은 훌륭해                                           | 2위            |      |

### 앨범

#### 오리지널 앨범
| # | 발매일           | 타이틀                                    | 주간 최고 순위 | 비고 |
| - | ---------------- | ----------------------------------------- | -------------- | ---- |
| 1 | 2014년 8월 6일   | go WEST よーいドン！ go WEST 준비 땅!     | 1위            |      |
| 2 | 2015년 12월 9일  | ラッキィィィィィィィ7 러키이이이이이이이7 | 2위            |      |
| 3 | 2016년 11월 30일 | なうぇすと 나우에스토                     | 1위            |      |

#### 미니 앨범
| # | 발매일          | 타이틀            | 주간 최고 순위 | 비고 |
| - | --------------- | ----------------- | -------------- | ---- |
| 1 | 2015년 4월 22일 | パリピポ 파리피포 | 1위            |      |

### 영상 작품
| # | 발매일           | 타이틀                                                     | 주간 최고 순위 | 비고 |
| - | ---------------- | ---------------------------------------------------------- | -------------- | ---- |
| 1 | 2014년 12월 17일 | なにわ侍 ハローTOKYO!! 나니와 자무라이 헬로 TOKYO!!        | 3위            |      |
| 2 | 2015년 6월 17일  | なにわともあれ、ほんまにありがとう                         | 1위            |      |
| 3 | 2015년 10월 7일  | ジャニーズWEST 1stコンサート 一発めぇぇぇぇぇぇぇ!         | 1위            |      |
| 4 | 2016년 5월 18일  | ジャニーズWEST 1st Tour パリピポ                           | 1위            |      |
| 5 | 2016년 11월 30일 | ジャニーズWEST CONCERT TOUR 2016 ラッキィィィィィィィ7     | 1위            |      |
| 6 | 2017년 5월 24일  | ジャニーズWEST 1stドーム LIVE ♡24(ニシ)から感謝🎄届けます♡ | 1위            |      |
| 7 | 2017년 10월 25일 | ジャニーズWEST LIVE TOUR 2017 なうぇすと                   | 1위            |      |

## 출연

### 음악 프로그램
- 더 소년구락부 (NHK BS 프리미엄)

### 버라이어티 프로그램
- 하피쿠룻! (칸사이 TV)
- 칸쟈니∞의 쟈니벤 (칸사이 TV)
- 리틀 도쿄 라이브→리틀 도쿄 라이프 (TV 도쿄)

### 라디오
- 쟈니즈WEST의 멋있는 사나이를 목표로 해라! (ABC 라디오)
- 쟈니즈WEST 모기타테 칸쥬스 (라디오 칸사이)
- bay가 아닌가 (bayfm)

### 콘서트
- 쟈니즈WEST 콘서트 데뷔 기념 나니와 토모아레, 혼마니 아리가토! (2014년 4월 26일 ~ 5월 6일, 오사카 쇼치쿠좌)
- 쟈니즈WEST 콘서트 데뷔 기념 나니와 토모아레, 혼마니 아리가토! in TOKYO (2014년 5월 11일 ~ 21일, 신바시 연무장)
- 쟈니즈WEST 1st 콘서트 잇파츠메에에에에에에에! (2015년 1월 2일 ~ 3일, 요코하마 아레나/5일 ~ 6일, 오사카 성 홀)
- 쟈니즈WEST 1st Tour 파리피포 (2015년 5월 4일 ~ 6월 7일)
- 쟈니즈WEST CONCERT TOUR 2016 러키이이이이이이이7 (2016년 1월 2일 ~ 4월 3일)
- 쟈니즈WEST 1st 돔 라이브 ♡24(니시)에서 감사🎄전합니다♡ (2016년 12월 24일 ~ 12월 25일)

### 무대
- 나니와 자무라이 헬로 TOKYO!! (2014년 2월 5일 ~ 28일, 닛세이 극장)
- 태풍n Dreamer 타이푼 드리머 (2014년 8월 2일 ~ 26일, 오사카 쇼치쿠좌/9월 3일 ~ 28일, 닛세이 극장)
- 나니와 자무라이 단고로이치자 (2015년 1월 10일 ~ 31일, 닛세이 극장)

## 서적

### 사진집
- 쟈니즈WEST 퍼스트 사진집 (2014년 12월 15일, 와니 북스) ISBN 978-4-8470-4697-1

## 수상
- 제29회 일본 골드 디스크 대상 NEW ARTIST OF THE YEAR 방악 부문, BEST 5 NEW ARTISTS 방악 부문